# Teorema de Wolstenholme
En matemática, el teorema de Wolstenholme afirma que para un número primo p > 3, la congruencia
{\displaystyle {2p-1 \choose p-1}\equiv 1\,{\bmod {\,}}p^{3}}
es verdadera, donde la parte izquierda de la igualdad es un coeficiente binomial.

Por ejemplo, con p = 7, dice que 1716 es uno más que un múltiplo de 343. El teorema fue demostrado por Joseph Wolstenholme en 1862; Charles Babbage había mostrado la equivalencia para p2 en 1819.
No se sabe si un número compuesto cumple el teorema de Wolstenholme. Muy pocos números primos satisfacen la equivalencia para p4: los dos únicos valores que la cumplen son: 16843 y 2124679 ((sucesión A088164 en OEIS)), y son llamados números de Wolstenholme.

Este teorema puede ser descompuesto en otros dos resultados:
{\displaystyle 1+{1 \over 2}+{1 \over 3}+...+{1 \over p-1}\equiv 0\,{\bmod {\,}}p^{2}}
y

{\displaystyle 1+{1 \over 2^{2}}+{1 \over 3^{2}}+...+{1 \over (p-1)^{2}}\equiv 0\,{\bmod {\,}}p.}
Por ejemplo, con p = 7, el primero de ellos dice que 1764 es un múltiplo de 49, mientras que el segundo dice que 773136 es múltiplo de 7.

## Ejemplos y discusión de los mismos
Se va a probar la congruencia de Wolstenholme en su forma original. Para ello, se utiliza un caso particular de la identidad de Vandermonde
{\displaystyle {2p \choose p}=\sum _{i=0}^{p}{p \choose i}^{2}=2+\sum _{i=1}^{p-1}{p \choose i}^{2}}
Se sigue que la congruencia :{\displaystyle {2p \choose p}\equiv 2\,({\bmod {\,}}p^{3})} es equivalente a {\displaystyle \sum _{i=1}^{p-1}{p \choose i}^{2}\equiv 0\,{\bmod {\,}}p^{3}}.